# Paul du Chaillu

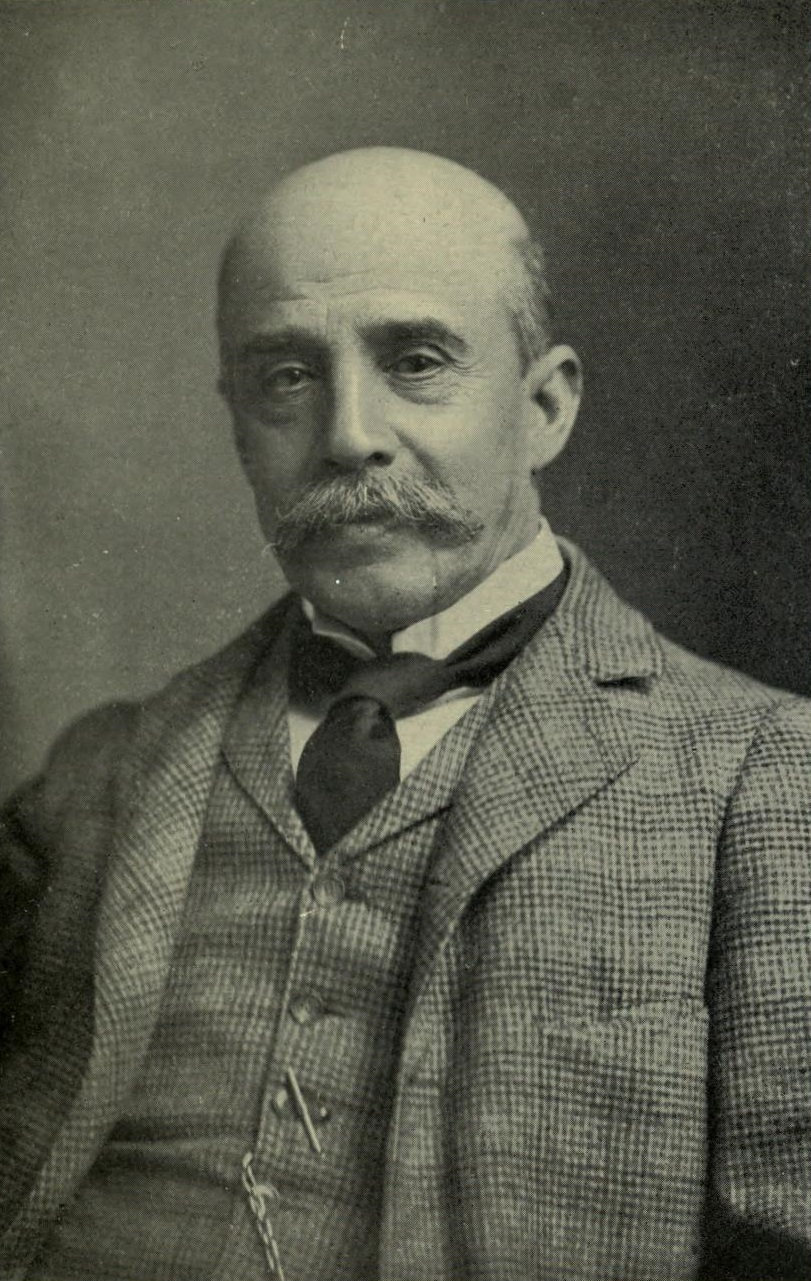
Paul du Chaillu

Paul Belloni du Chaillu (31 juli 1831 (betwist) - 29 april 1903) was een Frans-Amerikaanse reiziger en antropoloog. Hij werd beroemd in de jaren 1860 doordat hij het bestaan van gorilla's kon bevestigen tijdens zijn reis door West-Afrika. Onder andere hierover heeft hij vele boeken geschreven.
Hij werd in 1855 door de Academie van Natuurwetenschappen in Philadelphia op een Afrikaanse expeditie gestuurd. Tot 1859 heeft hij de regio's van West-Afrika verkend in de buurt van de evenaar, hij verkreeg hierdoor grote kennis van de binnenlanden van Gabon. Tijdens zijn reizen in 1856-1859, merkte hij tal van gorilla's, op. Hij bracht gedode gorilla's terug naar Amerika en presenteerde zich als de eerste blanke die ooit een gorilla had gezien.
Hij verkocht zijn gedode gorilla's aan het Natural History Museum in Londen. Verhalen van zijn expedities werden gepubliceerd, in 1861 en 1867 bijvoorbeeld de titel Explorations and Adventures in Equatorial Africa, with Accounts of the Manners and Customs of the People, and of the Chace of the Gorilla, Crocodile, and other Animals. In 1865, werd hij gekozen tot koning van de Apingi stam. Hij deed veel openbare lezingen in New York, Londen en Parijs. 
Na een verblijf van enkele jaren in Amerika, waarin hij verschillende boeken schreef voor jonge lezers die gebaseerd waren op zijn Afrikaanse avonturen, richtte du Chaillu zijn aandacht op Noord-Europa. Na een bezoek aan het noorden van Noorwegen in 1871, schreef hij het in 1881 gepubliceerde boek The Land of the Midnight Sun opgedragen aan Robert Winthrop. 
In 1889 publiceerde hij het boek The Viking Age (in twee delen) dit was een zeer brede studie van de vroege geschiedenis, zeden en gewoonten van de voorouders van de Engels-sprekende landen. 
- Biblioteca Nacional de España: XX1254331
- Bibliothèque nationale de France: cb15297313x (data)
- Catàleg d'autoritats de noms i títols de Catalunya: 981058513355606706
- CiNii: DA04634985
- Gemeinsame Normdatei: 117657271
- International Standard Name Identifier: 0000 0001 0813 7528
- KulturNav: 9e0e2b61-5783-489f-82b1-b4f63e56e35f
- Library of Congress Control Number: n50080970
- Nationale bibliotheek van Australië: 35046550
- Nationale Bibliotheek van Israël: 987007299436905171
- LIBRIS: 260475
- SNAC: w68k9btg
- Système universitaire de documentation: 026838370
- Trove: 811058
- Virtual International Authority File: 12606197
- WorldCat: E39PBJhGWqGYHfqm9bg9pbMByd